# Stagno di Biguglia
Lo stagno di Biguglia o di Chiorlino (in corso stagnu di Chjurlinu o di Biguglia) è una laguna della Corsica situata a sud di Bastia, separata dal mar Tirreno da un cordone sabbioso.

## Geografia
Lo stagno di Biguglia è il più vasto lago dell'isola. Si estende su una superficie di 1450 ettari (14,5 km²), con una lunghezza di 11 km da nord a sud e una larghezza massima di 2,5 km. Occupa la maggior parte della piana della Marana, un cordone litoraneo largo meno di un chilometro la separa mar Tirreno. Da sud a nord, presso il lago si trovano i comuni di Lucciana, Borgo, Biguglia e Furiani, dove un breve stretto lo collega al mare.
Il basso versante dello stagno si trova in una zona di scisti e alluvioni antiche. Riceve le acque del Bevinco che sfocia nello stagno. L'origine dello stagno è da far risalire alle alluvioni recenti del Golo, escludendo l'isola San Damiano, che ha origine da alluvioni antiche, e il lido della Marana completamente di sabbie recenti.

## Importanza ecologica
La laguna ha due zone di protezione Natura 2000: una zona di protezione speciale (codice FR9410101) e un sito di importanza comunitaria (codice FR9400571).
La vasta estensione, la rende un'area di vasta importanza ecologica del bacino mediterraneo per fauna e la flora acquatica che per gli uccelli.
La ricchezza biologica, ricca di piante fanerogame e da invertebrati e da pesci (come la carpa della Corsica). Questa fauna acquatica permette a un grande numero di uccelli di nidificare, di vivere e di riprodursi sul sito.
Le rive dello stagno sono di grande importanza ecologica. Le rose che si possono trovare del genere kosteletzkya (Kosteltzkya pentacarpos), si trovano inoltre ontani e di tamerici. Questa flora, molto comune in Corsica, molto più rara in Europa e nel Mediterraneo.
Il lido della Marana ha zone di spiagge e di dune dove cresce la lavanda di mare endemica (Limonium strictissimum).

## Isole
Lo stagno ha tre isole: 
- Ischia Nuova (Ischia Nova)
- Ischia Vecchia (Ischia Vechja)
- San Damiano (San Damianu)